# اللجنة الاستشارية الوطنية للملاحة الجوية
اللجنة الاستشارية الوطنية للملاحة الجوية (بالإنجليزية: National Advisory Committee for Aeronautics)‏ اختصارًا NACA، هي وكالة فيدرالية سابقة في الولايات المتحدة، تأسست في 3 مارس 1915، للقيام بتعزيز وإضفاء الطابع المؤسسي لبحوث الطيران والفضاء. في 1 أكتوبر 1958، تم حل الوكالة وتحويل أصولها والعاملين فيها إلى المنشأة الحديثة حينذاك الإدارة الوطنية للملاحة الجوية والفضاء (ناسا).